# Пантазіївська сільська рада
| Пантазіївська сільська рада — колишній орган місцевого самоврядування у Знам'янському районі Кіровоградської області з адміністративним центром у с. Пантазіївка. Сільській раді підпорядковані населені пункти: - с. Пантазіївка - с. Веселка - с. Троянка - с. Шевченкове |

## Склад ради
Рада складається з 14 депутатів та голови.

### Керівний склад ради
| ПІБ                         | Основні відомості                                                                       | Дата обрання | Дата звільнення |
| --------------------------- | --------------------------------------------------------------------------------------- | ------------ | --------------- |
| Кутинець Володимир Іванович | Сільський голова, 1963 року народження, освіта, член Партії регіонів                    | 26.03.2006   | 31.10.2010      |
| Кутинець Володимир Іванович | Сільський голова, 1963 року народження, освіта середня спеціальна, член Партії регіонів | 31.10.2010   |                 |

Примітка: таблиця складена за даними джерела

## Населення
Згідно з переписом УРСР 1989 року чисельність наявного населення сільської ради становила 1085 осіб, з яких 472 чоловіки та 613 жінок.
За переписом населення України 2001 року в сільській раді мешкало 1025 осіб.

### Мова
Розподіл населення за рідною мовою за даними перепису 2001 року:
| Мова       | Відсоток |
| ---------- | -------- |
| українська | 97,07 %  |
| російська  | 2,44 %   |
| білоруська | 0,49 %   |